# Hwosdawka Perscha
Hwosdawka Perscha (ukrainisch Гвоздавка Перша – oft auch Hwosdawka 1 geschrieben; russisch Гвоздавка Первая/Gwosdawka Perwaja) ist ein Dorf mit rund 600 Einwohnern im Rajon Podilsk im Norden der Oblast Odessa in der Ukraine. Es liegt 166 km nordwestlich des Stadtzentrums von Odessa am Fluss Kodyma.

## Geschichte
Der Ort wurde 1796 erstmals erwähnt. Bei Hwosdawka Perscha und dem Nachbarort Hwosdawka Druha wurde 1941 unter der Herrschaft des Nationalsozialismus ein Konzentrationslager und zwei Ghettos errichtet. Im Jahr 2007 wurde dort bei Grabungen ein Massengrab mit den Überresten von etwa 5000 Menschen gefunden, von denen nur 93 namentlich bekannt sind. Es wird angenommen, dass es sich um von Nationalsozialisten ermordete Juden handelt.

## Verwaltungsgliederung
Am 30. November 2018 wurde das Dorf ein Teil der Siedlungsgemeinde Selenohirske; bis dahin bildete es zusammen mit den Dörfern Wassyliwka (Василівка), Wolodymyriwka (Володимирівка), Hwosdawka Druha (Гвоздавка Друга), Soltaniwka (Солтанівка), Tschabaniwka (Чабанівка) und Schlykarewe (Шликареве) die Landratsgemeinde Hwosdawka (Гвоздавська сільська рада/Hwosdawska silska rada) im Nordwesten des Rajons Ljubaschiwka.
Seit dem 17. Juli 2020 ist es ein Teil des Rajons Podilsk.

## Persönlichkeiten
- Michail Sinar (1951–2021), ukrainischer Schachkomponist